# Live at the BBC Vol. 3 - 1990
Live at the BBC Vol. 3 - 1990 è un album dal vivo della rock band inglese Status Quo, registrato nel 1990.

## Il disco
Il 30 giugno del 1990, nel Regno Unito molte delle rock band di maggior impatto della storia del rock inglese si riuniscono eccezionalmente per motivi di beneficenza nella enorme spianata di Knebworth dinanzi a 150.000 spettatori paganti per dare vita ad uno degli eventi dal vivo più importanti di fine secolo.
Invitati al concerto sono solo i personaggi che nel tempo sono stati premiati con il Silver Clef Award, straordinario riconoscimento che premia i migliori artisti del rock britannico per l'eccezionale contributo alla musica e che gli Status Quo hanno ottenuto nel 1981.
Oltre ai Quo si esibiscono artisti come Eric Clapton e Paul Mc Cartney nonché rock band come Genesis, Pink Floyd e Dire Straits.
Dal mega concerto viene subito tratto un doppio live uscito sempre nel 1990 col titolo di Knebworth - The Album, contenente solo alcuni estratti dalle performance dei vari interpreti e dove i Quo sono presenti con tre brani.
L'intero concerto degli Status Quo è invece composto da una scaletta di nove brani complessivi (tra cui due lunghi medley di successi) riproposto integralmente in questo album pubblicato nel 2007.

## Tracce
1. Caroline
2. Mystery Medley (Mystery Song, Railroad, Most of the Time, Wild Side of Life, Rollin' Home, Again and Again, Slow Train)
3. Hold You Back
4. Dirty Water
5. Whatever You Want
6. In the Army Now
7. Rockin' All Over the World
8. Don't Waste My Time
9. Roadhouse Medley (Roadhouse Blues, The Wanderer, Marguerita Time, Living on an Island, Break the Rules, Something 'Bout You Baby I Like, Price of Love, Roadhouse Blues).

## Formazione
- Francis Rossi (chitarra solista, voce)
- Rick Parfitt (chitarra ritmica, voce)
- Andy Bown (tastiere, voce)
- John 'Rhino' Edwards (basso, voce)
- Jeff Rich (percussioni)